# 포항시의회
포항시의회(浦項市議會)는 포항시에 제출된 의견이나 법안을 처리하기 위해 설치된 의회이다. 경상북도 포항시 남구 대잠동에 있다.

## 조직

### 의장단
- 의장
- 부의장 1명

### 사무국장
- 의정팀
- 의사팀
- 홍보팀

### 위원회
상임위원회
- 의회운영위원회
- 자치행정위원회
- 경제산업위원회
- 복지환경위원회
- 건설도시위원회